# Minerals sulfurs

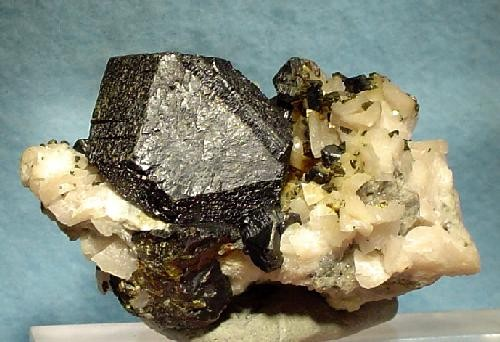
Esfalerita, sulfur de zinc

La classe dels minerals sulfurs és una classe de minerals que contenen sulfur (S2-) com a principal anió. La classe dels sulfurs també inclou els selenurs, els tel·lururs, els arsenurs, els antimonurs, els bismuturs, els sulfarsenats i les sulfosals. Alguns minerals sulfurs són econòmicament importants com a menes metàl·liques. Els sulfurs són compostos inorgànics.
Aquesta és l'estructuració de la classe "02 Sulfurs" que estableix la classificació de Nickel-Strunz:
02.A - Aliatges
02.AA - Aliatges de metal·loides amb Cu, Ag, Au
02.AA.10 - Domeykita-β, algodonita, domeykita, koutekita
02.AA.15 - Novakita
02.AA.20 - Cuprostibita
02.AA.25 - Kutinaïta
02.AA.30 - Al·largent
02.AA.35 - Discrasita
02.AA.40 - Maldonita
02.AA.45 - Stistaïta
02.AB - Aliatges de Ni-metal·loides
02.AB.10 - Orcelita
02.AB.15 - Maucherita
02.AC - Aliatges de metal·loides amb PGE
02.AC.05 - Atheneïta, vincentita
02.AC.10 - Arsenopal·ladinita, mertieïta-II, stillwaterita
02.AC.15 - Isomertieïta, mertieïta-I, miessiïta
02.AC.20 - Palarstanur, estibiopal·ladinita, menshikovita
02.AC.25 - Majakita, pal·ladoarsenur, pal·ladobismutarsenur, pal·ladodimita, rodarsenur, naldrettita
02.AC.30 - UM1999-02-As:NiRh, polkanovita
02.AC.35 - Genkinita, ungavaïta
02.AC.40 - Polarita
02.AC.45 - Borishanskiïta, froodita, iridarsenita
02.B - Sulfurs metàl·lics, M:S > 1:1 (principalment 2:1)
02.BA - Amb Cu, Ag, Au
02.BA.05 - Calcocita, djurleïta, geerita, roxbyita
02.BA.10 - Anilita, digenita
02.BA.15 - Bornita
02.BA.20 - Bellidoïta, berzelianita
02.BA.25 - Athabascaïta, umangita
02.BA.30 - Rickardita, weissita
02.BA.35 - Acantita
02.BA.40 - Mckinstryita, stromeyerita, UM2003-13-S:AgAuCu
02.BA.45 - Jalpaïta, selenojalpaïta
02.BA.50 - Eucairita
02.BA.55 - Aguilarita, naumannita
02.BA.60 - Cervel·leïta, hessita, chenguodaïta
02.BA.65 - Henryita, stützita
02.BA.70 - Argirodita, canfieldita, putzita
02.BA.75 - Fischesserita, penzhinita, petrovskaïta, petzita, uytenbogaardtita
02.BA.80 - Bezsmertnovita, bilibinskita, bogdanovita
02.BB - Amb Ni
02.BB.00 - Horomanita, samaniïta, UM2007-27-S:CuFeIrNiRh
02.BB.05 - Heazlewoodita, oregonita, vozhminita, UM2007-30-S:Fe
02.BB.10 - Arsenohauchecornita, bismutohauchecornita, hauchecornita, tel·lurohauchecornita, tučekita
02.BB.15 - Argentopentlandita, cobaltopentlandita, geffroyita, godlevskita, kharaelakhita, manganoshadlunita, pentlandita, shadlunita, sugakiïta, UM2002-26-S:FeNi
02.BC - Amb Rh, Pd, Pt, etc.
02.BC. - UM2004-45-Se:AgHgPd
02.BC.05 - Pal·ladseïta, miassita, UM2000-47-S:CuFePdPt
02.BB.10 - Oosterboschita
02.BB.15 - Chrisstanleyita, jagüeïta
02.BB.20 - Keithconnita
02.BB.25 - Vasilita
02.BB.30 - Tel·luropal·ladinita
02.BB.35 - Luberoïta
02.BB.40 - Oulankaïta
02.BB.45 - Telargpalita
02.BB.50 - Temagamita
02.BB.55 - Sopcheïta
02.BB.60 - Laflammeïta
02.BB.65 - Tischendorfita
02.BD - Amb Hg, Tl
02.BD. - UM2004-33-S:AgCuHgSe
02.BD.05 - Imiterita
02.BD.10 - Gortdrumita
02.BD.15 - Balcanita, danielsita
02.BD.20 - Donharrisita
02.BD.25 - Carlinita
02.BD.30 - Bukovita, murunskita, talcusita
02.BD.35 - Rohaïta
02.BD.40 - Calcotal·lita
02.BD.45 - Sabatierita
02.BD.50 - Crookesita
02.BD.55 - Brodtkorbita
02.BE - Amb Pb (Bi)
02.BE.05 - Betekhtinita
02.BE.10 - Furutobeïta
02.BE.15 - Rodoplumsita, shandita
02.BE.20 - Parkerita
02.BE.25 - Schlemaïta
02.BE.30 - Pašavaïta
02.C - Sulfurs metàl·lics, M:S = 1:1 (i similars)
02.CA - Amb Cu
02.CA.05 - Covel·lita, klockmannita, spionkopita, yarrowita
02.CA.10 - Nukundamita
02.CA.15 - Calvertita
02.CB - Amb Zn, Fe, Cu, Ag, etc.
02.CB.05 - Coloradoïta, hawleyita, metacinabri, polhemusita, sakuraiïta, esfalerita, stil·leïta, tiemannita, rudashevskyita
02.CB.10 - Calcopirita, eskebornita, gal·lita, haycockita, lenaïta, mooihoekita, putoranita, roquesita, talnakhita, laforêtita
02.CB.15 - Černýita, ferrokësterita, hocartita, idaïta, kësterita, kuramita, mohita, pirquitasita, estannita, estannoidita, velikita
02.CB.20 - Chatkalita, mawsonita
02.CB.30 - Colusita, germanita, germanocolusita, nekrasovita, estibiocolusita, ovamboïta, maikainita
02.CB.35 - Hemusita, kiddcreekita, polkovicita, renierita, vinciennita, morozeviczita, catamarcaïta,
02.CB.40 - Lautita
02.CB.45 - Cadmoselita, greenockita, wurtzita, rambergita, buseckita
02.CB.55 - Cubanita, isocubanita
02.CB.60 - Picotpaulita, raguinita
02.CB.65 - Argentopirita, sternbergita
02.CB.70 - Sulvanita
02.CB.75 - Vulcanita
02.CB.80 - Empressita
02.CB.85 - Muthmannita
02.CC - Amb Ni, Fe, Co, PGE, etc.
02.CC.05 - Achavalita, breithauptita, freboldita, kotulskita, langisita, niquelina, sederholmita, sobolevskita, stumpflita, sudburyita, jaipurita, zlatogorita
02.CC.10 - Pirrotina, smythita, troilita
02.CC.15 - Cherepanovita, modderita, rutenarsenita, westerveldita
02.CC.20 - Mil·lerita, mäkinenita
02.CC.25 - Mackinawita
02.CC.30 - Hexatestibiopaniquelita, vavřínita
02.CC.35 - Braggita, cooperita, vysotskita
02.CD - Amb Sn, Pb, Hg, etc.
02.CD.05 - Herzenbergita, teal·lita
02.CD.10 - Alabandita, altaïta, clausthalita, galena, niningerita, oldhamita, keilita
02.CD.15 - Cinabri, hipercinabri
02.D - Sulfurs metàl·lics, M:S = 3:4 i 2:3
02.DA - M:S = 3:4
02.DA.05 - Bornhardtita, carrol·lita, cuproiridsita, cuprorhodsita, daubréelita, fletcherita, florensovita, greigita, indita, kalininita, linneïta, malanita, polidimita, siegenita, trüstedtita, tyrrel·lita, violarita, xingzhongita, ferrorhodsita, cadmoindita, cuprokalininita
02.DA.10 - Rodostannita, toyohaïta
02.DA.15 - Brezinaïta, heideïta
02.DA.20 - Inaglyita, konderita
02.DA.25 - Kingstonita
02.DB - M:S = 2:3
02.DB.05 - Antimonselita, bismutinita, guanajuatita, metastibnita, pääkkönenita, estibina
02.DB.10 - Ottemannita, suredaïta
02.DB.15 - Bowieïta, kashinita
02.DB.20 - Montbrayita
02.DB.25 - Edgarita
02.DB.30 - Tarkianita
02.DB.35 - Cameronita
02.DC - Variable M:S
02.DC.05 - Hedleyita, ikunolita, ingodita, joseïta-B, kawazulita, laitakarita, nevskita, paraguanajuatita, pilsenita, skippenita, sulfotsumoïta, tel·lurantimoni, tel·lurobismutita, tetradimita, tsumoïta, baksanita, joseïta-C, protojoseïta, sztrókayita, vihorlatita, tel·luronevskita
02.E - Sulfurs metàl·lics, M:S = 1:2
02.EA - M:S = 1:2 - Amb Cu, Ag, Au
02.EA.05 - Silvanita
02.EA.10 - Calaverita
02.EA.15 - Kostovita, krennerita
02.EA.20 - Berndtita, kitkaïta, melonita, merenskyita, moncheïta, shuangfengita, sudovikovita
02.EA.25 - Verbeekita
02.EA.30 - Drysdal·lita, jordisita, molibdenita, tungstenita
02.EB - M:S = 1:2, amb Fe, Co, Ni, PGE, etc.
02.EB.05 - Aurostibita, bambollaïta, cattierita, erlichmanita, fukuchilita, geversita, hauerita, insizwaïta, krutaïta, laurita, penroseïta, pirita, sperrylita, trogtalita, vaesita, villamaninita, dzharkenita, gaotaiïta
02.EB.10 - Al·loclasita, costibita, ferroselita, frohbergita, glaucodot, kullerudita, marcassita, mattagamita, paracostibita, pararammelsbergita, oenita
02.EB.15 - Anduoïta, clinosafflorita, löllingita, nisbita, omeiïta, paxita, rammelsbergita, safflorita, seinäjokita
02.EB.20 - Arsenopirita, gudmundita, osarsita, ruarsita
02.EB.25 - Cobaltita, gersdorffita, hol·lingworthita, irarsita, jol·liffeïta, krutovita, maslovita, michenerita, padmaïta, platarsita, testibiopal·ladita, tolovkita, ullmannita, wil·lyamita, changchengita, mayingita, hollingworthita, kalungaïta, milotaïta
02.EB.30 - Urvantsevita
02.EB.35 - Reniïta
02.EC - M:S = 1:>2
02.EC.05 - Kieftita, niquelskutterudita, skutterudita, ferroskutterudita
02.EC.10 - Patronita
02.F - Sulfurs d'arsènic, àlcalis, sulfurs amb halurs, òxids, hidròxid, H₂O
02.FA - Amb As, (Sb), S
02.FA.05 - Duranusita
02.FA.10 - Dimorfita
02.FA.15 - Pararealgar, realgar
02.FA.20 - Alacranita
02.FA.25 - Uzonita
02.FA.30 - Laphamita, orpiment
02.FA.35 - Getchellita
02.FA.40 - Wakabayashilita
02.FB - Amb alcalins (sense Cl, etc.)
02.FB.05 - Caswellsilverita, schöllhornita, cronusita
02.FB.10 - Chvilevaïta
02.FB.15 - Orickita
02.FB.20 - Rasvumita, pautovita
02.FB.25 - Colimaïta
02.FC - Amb Cl, Br, I (halogenurs-sulfurs)
02.FC.05 - Djerfisherita, thalfenisita, owensita
02.FC.10 - Bartonita, clorbartonita
02.FC.15 - Arzakita, corderoïta, grechishchevita, lavrentievita, radtkeïta, kenhsuïta
02.FC.20 - Capgaronnita, perroudita, iltisita
02.FC.25 - Demicheleïta-(Br), demicheleïta-(Cl)
02.FD - Amb O, OH, H₂O
02.FD.05 - Kermesita
02.FD.10 - Viaeneïta
02.FD.20 - Erdita
02.FD.25 - Coyoteïta
02.FD.30 - Haapalaïta, val·leriïta, yushkinita
02.FD.35 - Tochilinita
02.FD.40 - Wilhelmramsayita
02.FD.45 - Vyalsovita
02.FD.50 - Bazhenovita
02.G - Sulfarsenits, sulfantimonits, sulfobismutits
02.GA - Neso-sulfarsenits, etc. sense S addicional
02.GA.05 - Proustita, pirargirita
02.GA.10 - Pirostilpnita, xantoconita
02.GA.15 - Samsonita
02.GA.20 - Skinnerita
02.GA.20 - Wittichenita
02.GA.25 - Lapieïta, mückeïta, malyshevita, lisiguangita
02.GA.30 - Aktashita, gruzdevita, nowackiïta
02.GA.35 - Laffittita
02.GA.40 - Routhierita, stalderita
02.GA.45 - Erniggliïta
02.GA.50 - Bournonita, seligmannita, součekita
02.GB - Neso-sulfarsenits, etc. amb S addicional
02.GB.05 - Argentotennantita, freibergita, giraudita, goldfieldita, hakita, tennantita, tetraedrita
02.GB.10 - Selenoestefanita, estefanita
02.GB.15 - Pearceïta, polibasita, selenopolibasita, cupropearceïta, cupropolibasita
02.GB.20 - Galkhaïta
02.GC - Poli-sulfarsenits
02.GC.05 - Hatchita, wal·lisita
02.GC.10 - Sinnerita
02.GC.15 - Watanabeïta
02.GC.20 - Simonita
02.GC.25 - Quadratita, manganoquadratita
02.GC.30 - Smithita
02.GC.35 - Trechmannita
02.GC.40 - Aleksita, kochkarita, poubaïta, rucklidgeïta, babkinita, saddlebackita
02.GC.45 - Tvalchrelidzeïta
02.GC.50 - Mutnovskita
02.H - Sulfosals de l'arquetip SnS
02.HA - Amb Cu, Ag, Fe (sense Pb)
02.HA.05 - Calcostibita, emplectita
02.HA.10 - Miargirita
02.HA.20 - Berthierita, garavel·lita, clerita
02.HA.25 - Aramayoïta, baumstarkita
02.HB - Amb Cu, Ag, Fe, Sn i Pb
02.HB.05 - Aikinita, friedrichita, gladita, hammarita, jaskolskiïta, krupkaïta, lindströmita, meneghinita, pekoïta, emilita, salzburgita, paarita
02.HB.10 - Eclarita, giessenita, izoklakeïta, kobellita, tintinaïta
02.HB.15 - Benavidesita, jamesonita
02.HB.20 - Berryita, buckhornita, nagyagita, watkinsonita, museumita, litochlebita
02.HC - Amb només Pb
02.HC.05 - Argentobaumhauerita, baumhauerita, chabourneïta, dufrenoysita, guettardita, liveingita, parapierrotita, pierrotita, rathita, sartorita, twinnita, veenita, marumoïta, dalnegroïta
02.HC.10 - Fülöppita, heteromorfita, plagionita, rayita, semseyita
02.HC.15 - Boulangerita, falkmanita, plumosita
02.HC.20 - Robinsonita
02.HC.25 - Moëloïta
02.HC.30 - Dadsonita
02.HC.35 - Owyheeïta, zoubekita
02.HC.40 - Parasterryita
02.HD - Amb Tl
02.HD.05 - Lorandita, weissbergita
02.HD.15 - Christita
02.HD.20 - Jankovicita
02.HD.25 - Rebulita
02.HD.30 - Imhofita
02.HD.35 - Edenharterita
02.HD.40 - Jentschita
02.HD.45 - Hutchinsonita
02.HD.50 - Bernardita
02.HD.55 - Sicherita
02.HD.60 - Gabrielita
02.HE - Amb alcalins, H₂O
02.HE.05 - Gerstleyita
02.HE.10 - Ambrinoïta
02.HF - Amb SnS i unitats d'estructura de l'arquetip PbS
02.HF.20 - Vrbaïta
02.HF.25 - Cilindrita, franckeïta, incaïta, levyclaudita, potosiïta, coiraïta, abramovita
02.HF.30 - Lengenbachita
02.J - Sulfosals de l'arquetip PbS
02.JA - Derivats de la galena amb poc o gens de Pb
02.JA.05 - Benjaminita, borodaevita, cupropavonita, kitaibelita, livingstonita, makovickyita, mummeïta, pavonita, grumiplucita, mozgovaïta, cupromakovickyita, kudriavita, cupromakopavonita, dantopaïta
02.JA.10 - Cuprobismutita, hodrušita, padĕraïta, pizgrischita, kupčíkita
02.JA.15 - Schapbachita, cuboargirita
02.JA.20 - Bohdanowiczita, matildita, volynskita
02.JB - Derivats de la galena, amb Pb
02.JB.05 - Diaforita
02.JB.10 - Cosalita
02.JB.15 - Freieslebenita, marrita
02.JB.20 - Cannizzarita, wittita
02.JB.25 - Junoïta, neyita, nordströmita, nuffieldita, proudita, weibul·lita, felbertalita, rouxelita, angelaïta, cuproneyita
02.JB.30 - Geocronita, jordanita, kirkiïta, tsugaruïta
02.JB.35 - Pillaïta, zinkenita, scainiïta, pellouxita, chovanita
02.JB.40 - Aschamalmita, bursaïta, eskimoïta, fizelyita, gustavita, lil·lianita, ourayita, ramdohrita, roshchinita, schirmerita, treasurita, uchucchacuaïta, ustarasita, vikingita, xilingolita, heyrovskyita, andorita IV, arsenquatrandorita
02.JB.55 - Gratonita
02.JB.60 - Marrucciïta
02.JB.65 - Vurroïta
02.JC - Derivats de la galena, sense Tl
02.JC.05 - El·lisita
02.JC.10 - Gillulyita
02.JC.25 - Galenobismutita
02.JC.40 - Nakaseïta
02.K - Sulfarsenats i sulfantimonats
02.KA - Sulfarsenats amb (As, Sb)S₄ tetraedre
02.KA.05 - Enargita, petrukita
02.KA.10 - Briartita, famatinita, luzonita, permingeatita, barquillita
02.KA.15 - Fangita
02.KB - Sulfarsenats amb S addicional
02.KB.05 - Bil·lingsleyita
02.L - Sulfosals sense classificar
02.LA - Sense Pb essencial
02.LA.10 - Dervil·lita
02.LA.15 - Daomanita
02.LA.20 - Vaughanita
02.LA.25 - Criddleïta
02.LA.30 - Fettelita
02.LA.35 - Chameanita
02.LA.40 - Arcubisita
02.LA.45 - Mgriïta
02.LA.50 - Benleonardita
02.LA.55 - Tsnigriïta
02.LA.60 - Borovskita
02.LA.65 - Jonassonita
02.LB - Amb Pb essencial
02.LA.05 - Miharaïta
02.LA.30 - Ardaïta, launayita, madocita, playfairita, sorbyita, sterryita
02.LA.35 - Larosita
02.LA.40 - Petrovicita, mazzettiïta
02.LA.45 - Crerarita
02.M - Oxysulfosals
02.MA Oxysulfosals d'àlcalis i terres alcalines
02.MA.05 - Cetineïta, ottensita
02.MA.10 - Sarabauïta
02.?? - Sulfurs sense classificar
02.?? - Arsiccioïta, jacutingaïta